# Nothobranchius seegersi
Nothobranchius seegersi är en fiskart som beskrevs av Stefano Valdesalici och Kardashev 2011. Nothobranchius seegersi ingår i släktet Nothobranchius och familjen Nothobranchiidae. Inga underarter finns listade i Catalogue of Life.